# Санта Кроче (Равена)
Вижте пояснителната страница за други значения на Санта Кроче.
Църквата „Санта Кроче“ (на италиански: Chiesa di Santa Croce)  Архив на оригинала от 2010-12-22 в Wayback Machine. е паметник на раннохристиянската архитектура в гр.Равена, Италия. Разположена е в центъра на града, на Виа Гала Плацидия, в близост до базиликата „Санта Мария Маджоре“ и мавзолея на Гала Плацидия.

## История и архитектура
Църквата е построена през първата половина на V век от Гала Плацидия. Първоначално е била посветена на Света Аполония. През годините е претърпяла множество ремонти и преустройства. Изоставена е през ХІV век. През ХVІІІ век към нея е пристроена камбанария. Църквата е еднокорабна. Понастоящем се използва като изложбена зала.